# Fjordia browni
Fjordia browni is een slakkensoort uit de familie van de Coryphellidae. De wetenschappelijke naam van de soort werd in 1980 voor het eerst geldig gepubliceerd door Picton als Coryphella browni.

## Beschrijving
Het lichaam van Fjordia browni is doorschijnend wit van kleur met vlekken van ondoorzichtig wit pigment op de toppen van de lange, puntige orale tentakels, gladde rinoforen en staart. De cerata zijn gevuld met rode of roodbruine spijsverteringsklieren en hebben een brede ring van wit pigment onder de punt. Er zijn opvallende puntige propodiale tentakels aan de voorste hoeken van de voet in alle Coryphellids. Meestal ongeveer 20-30 mm lang, maar goed gevoede individuen kunnen groter zijn, tot 80 mm.
Fjordia browni is een veel voorkomende soort in het voorjaar en de vroege zomer in ondiepe blootgestelde locaties en dieper water dat wordt blootgesteld aan getijdenstromen. Het normale voedsel is de hydroïdpoliep Tubularia indivisa maar ook andere hydroïdpoliepen worden soms gegeten, zoals Eudendrium spp. en de solitaire hydroïdpoliep Corymorpha nutans Het broedsel bestaat uit een draad die in een golvende spiraal is gelegd.

## Verspreiding
Fjordia browni wordt gevonden op de Britse Eilanden, en tot in het noorden als Noorwegen en IJsland. Opgenomen vanaf de Atlantische kust van Frankrijk, maar verwarring met andere soorten maakt nieuwe gegevens waardevol.